# Права женщин

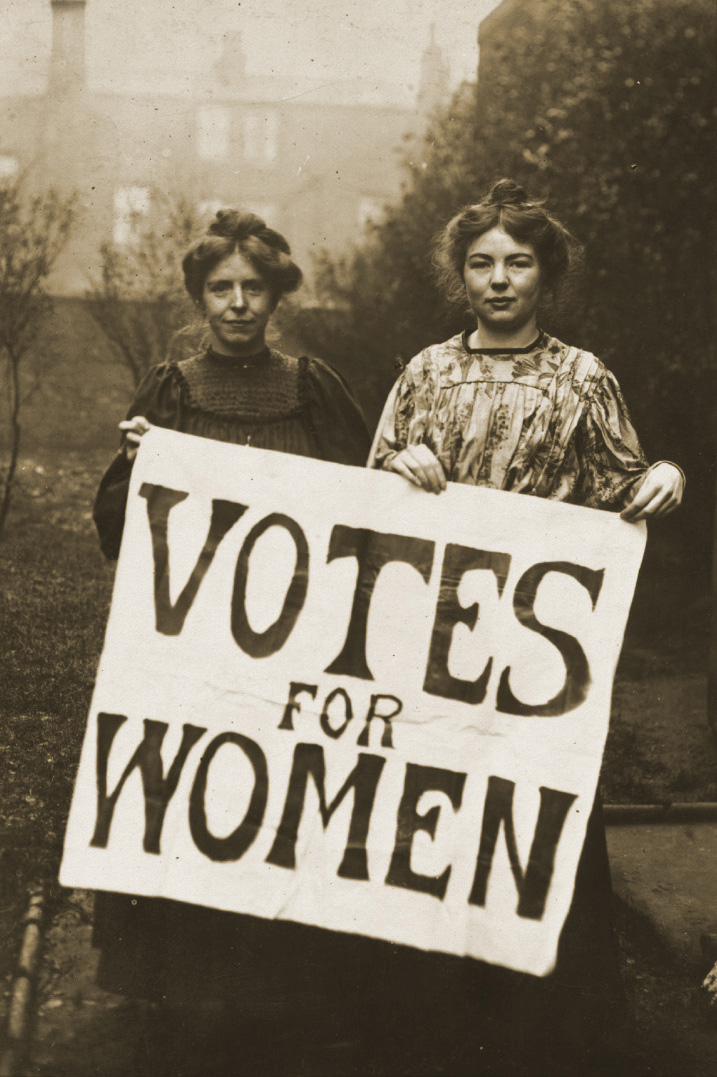
Энни Кенни и Кристабель Панкхёрст проводят кампанию за избирательное право женщин.

Права́ же́нщин — права и свободы, которые считаются принадлежащими, прирождёнными и неотъемлемыми для каждой женщины (девочки, девушки) независимо от её гражданства, возраста, расы, этнической или религиозной принадлежности.
Права женщин — разновидность прав человека — исторически во всех обществах уступали по своёму объёму и содержанию правам мужчин и мальчиков, а во многих традиционных обществах ограничены и до сих пор, что вызвано устойчивостью гендерных предрассудков. 
Феминизм изначально понимался как общественное движение в пользу расширения прав женщины (гражданских и политических) до полного уравнения их во всём с мужчинами.

## Классификация
К правам женщин относятся, в частности, следующие:
- право на личную неприкосновенность и автономию;
- право голоса (см. женское избирательное право);
- право занимать государственные должности;
- право на труд;
- право на справедливую зарплату и равное вознаграждение,
- право владеть собственностью;
- право на образование,
- право на службу в армии или право быть призванным;
- право заключать договоры и иметь семейные, родительские и религиозные права.

В том или ином обществе права женщин могут быть или не быть институционализированы, игнорироваться или подавляться законом, местными обычаями и практикой.

## История
Уже в Шумере женщины могли покупать, владеть, продавать и наследовать имущество. Они могли заниматься торговлей и давать показания в суде в качестве свидетелей. Тем не менее, их мужья могли развестись с ними по незначительной причине, и разведённый муж мог легко жениться на другой женщине при условии, что его первая жена не родила ему детей. Женским божествам, таким как Инанна, широко поклонялись.
Женщина в Древнем Египте занимала высокое положение в сравнении с большинством прочих развитых цивилизаций того периода — в том числе Древней Греции и Римской империи. Египтянки обладали равными с мужчинами юридическими правами наследования, завещания, свободно вне военного времени передвигались по стране, могли составлять договоры и присутствовать в качестве свидетеля, подавать в суд, записывать детей на своё имя. Проживающие в Египте эпохи Птолемеев гречанки, зависящие от мужчины-покровителя кириоса (др.-греч. κύριος), завидовали свободе и независимости египтянок.
Женщины в древних Афинах были существенно ограничены в своих правах. Во многие сферы жизни они попросту не имели доступа и сталкивались с сильнейшим общественным порицанием, если пытались туда вмешаться. Однако, такие жёсткие ограничения сочетались и с наличием у них весьма передовых прав, например, с возможностью развестись с супругом в случае его измены и получить назад всё своё приданое.

#### Права женщин на Руси и в царской России

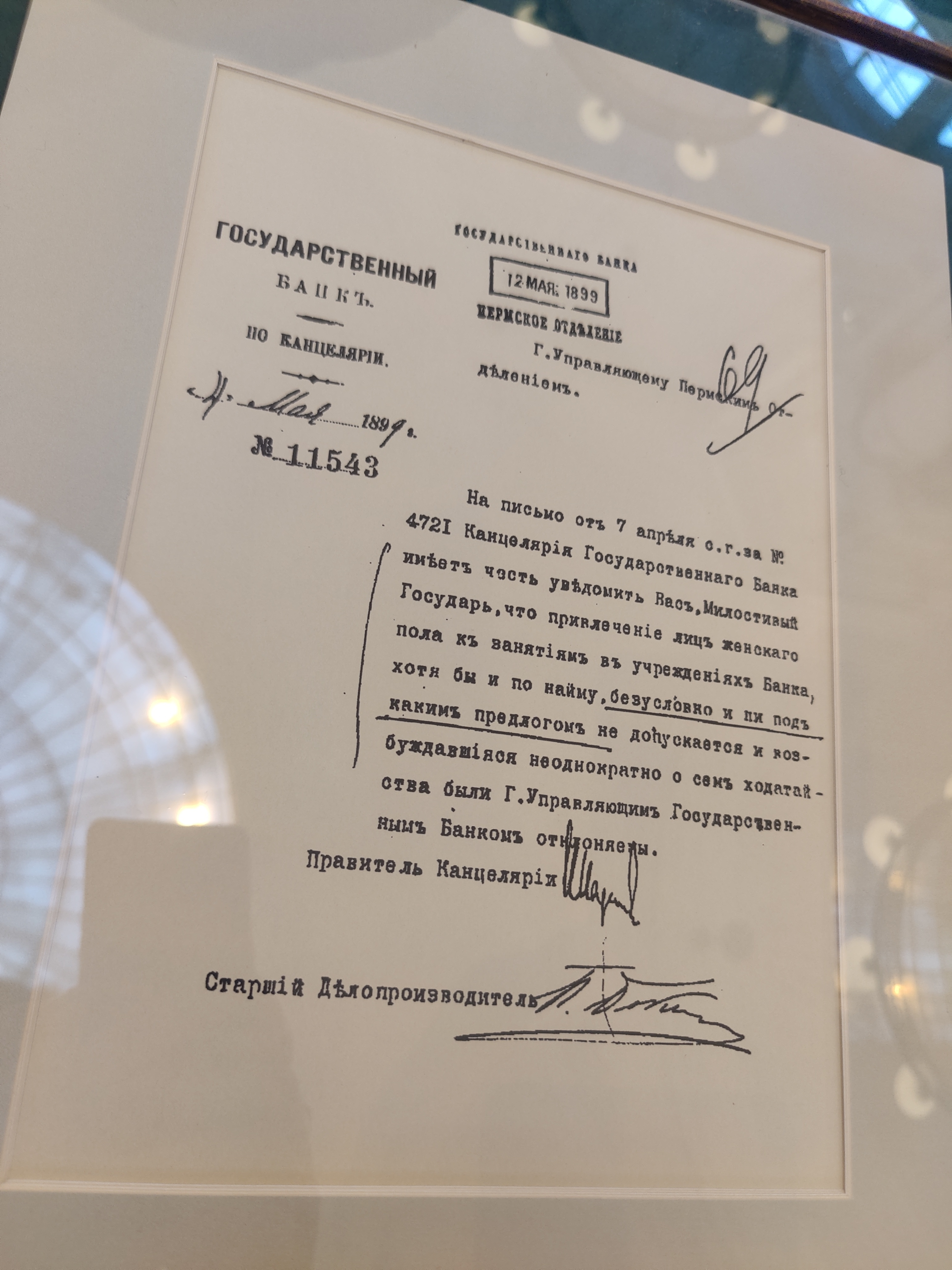
«Привлечение лиц женского пола к занятиям в учреждениях [Государственного] банка … безусловно и ни под каким предлогом не допускается» (4 мая 1899 года)

Во времена Древней Руси знатные женщины имели гораздо больше прав и свобод, чем в последующие эпохи истории России. Они управляли княжествами, становились послами в других странах и были советницами при высокопоставленных мужьях.
В эпоху Московской Руси требования к женщинам стали более строгими, женщинам не разрешалось даже выходить на улицу без разрешения мужа или отца. При этом женщина распоряжалась слугами, кухней, огородом, припасами в кладовых и т. п. Эти правила отражены в знаменитом «Домострое».
У крестьян женщина также была обязана во всем подчиняться воле мужчины. До замужества девушка должна была слушаться отца, мать-большуху и женатых старших братьев (неженатые братья никакой властью не обладали, а так же подчинялись большухе - жене большака, главы семьи), а после замужества она полностью подчинялась мужу и его родителям. Тем не менее,  относительно высоким статусом обладала жена главы семейства или большака - большуха: она распоряжалась всем внутренним хозяйством, ей подчинялись все девушки, женщины и старухи в доме, а также неженатые парни; сама же она подчинялась только своему мужу. Кроме того, у всех женщин были права на собственные деньги - выручку с продажи тканей и созданной одежды на ярмарках, а также с продажи молока (так называемые "молочные" деньги; ввиду этого большуха переходила в статус старухи тогда, когда уже была не в состоянии ухаживать за коровой); а после освобождения крестьян женщины могли записываться в мещанское и даже купеческое сословие, независимо ведя свои дела.  
Пётр I запретил превращать женщин в домашних затворниц и обязал своих приближённых брать с собой жён и дочерей на увеселительные мероприятия при дворе (ассамблеи).
К середине XIX столетия девушки Российской империи, особенно из дворянских и купеческих семей, стали требовать права получать высшее образование наравне с мужчинами. В 1863 году женщинам разрешали слушать лекции в российских университетах (но не становиться полноправными студентками). В 1869 году открылись первые Высшие женские курсы, дававшие образование, которое приравнивалось к университетскому.
С 1860-х годов российских женщин стали принимать на работу в книжные магазины, библиотеки, типографии.
Женщины России имперского периода, в отличие от женщин Западной Европы того времени, пользовались большей юридической свободой: они могли владеть недвижимым собственностью, участвовать в судебных процессах, заключать договоры. Но в личных правах женщины сохраняли полную зависимость от мужчин. Так, Свод законов 1832 года (ст. 76 Т. Х) говорил об обязанности жены следовать за мужем. При нарушении данного закона судом мог быть издан приказ о принудительном водворении жены в доме мужа. Дети при раздельном проживании родителей обычно оставались с отцом и только в исключительных случаях могли передаваться матери.

### Расширение прав женщин в Западной Европе и США в XIX—XX веках
Для западноевропейской женщины выработалась особая недееспособность, наступающая со вступлением её в брак и оканчивающаяся с прекращением брака. Крайнее проявление этой недееспособности дало английское право. В силу своего замужества женщина совершенно утрачивала свою юридическую личность. Муж и жена составляли одно лицо, и лицо это — муж. Он не мог ничего подарить жене или заключить с нею договор, ибо нельзя договариваться с самим собой; долги её до замужества становились долгами мужа; её завещание уничтожалось с выходом её замуж; все её движимое имущество становилось собственностью мужа; только недвижимым (или точнее — вещным) её имуществом он хоть и пользовался, но для распоряжения им нуждался в её согласии. Она неспособна была заключить договор; если она его заключала с согласия мужа, то ответственным считается он; он был обязан покрыть её долги по хозяйству, в силу предположения, что она действовала как его представительница. Все эти принципы английского общего права (common law) были ослаблены на практике судами «справедливости» и отдельными статутами; например, отдельное имущество жены обеспечивалось за нею фикцией, что собственник его — другой верный человек (trustee), а жена только пользуется им. Лишь в 1882 году женщины Великобритании получили право владеть имуществом без посредства trustee и право завещать.
В США штат Миссисипи первым принял закон о праве замужней женщины на собственность в 1839 году, за ним последовали другие штаты. В Швеции аналогичный закон был принят в 1874 году.
В ФРГ в 1957 году был принят закон о равноправии, по которому муж больше не мог распоряжаться имуществом жены, полученным до брака, а имущество, приобретённое в браке, становилось общей ценностью, подлежащей справедливому разделу при разводе, муж лишался права тратить зарплату жены по своему усмотрению (женщины теперь могли сами открывать банковские счета) и не мог больше требовать у работодателя её увольнения.
В США в 1963 году начал действовать закон о равной оплате, запретивший дискриминацию по признаку пола в сфере оплаты труда, в 1968 году был принят закон о равенстве полов в жилищном строительстве, в 1974 году — о равенстве женщин в образовании, в 1975 году — о равных возможностях при кредитовании.
Аборты без медицинских показаний были разрешены в Великобритании в 1967 году, в США — в 1973 году по всей стране (решение Верховного суда США по делу «Роу против Уэйда»), во Франции — в 1979 году.

### Избирательное право
До XIX века право женщин голосовать предоставлялось локально и, как правило, сопровождалось дополнительными ограничениями (имущественный ценз, положение в семье, обществе и т. п.). Затем начался период роста активности движения за женское избирательное право. Это привело к его закреплению в международном праве в середине XX века.
В настоящее время женское избирательное введено в большинстве стран мира. Одними из первых женское избирательное право ввели Новая Зеландия (1893), Австралия (1902), в Европе — Великое княжество Финляндское (в составе Российской империи, 1906), в исламском мире — Крымская народная республика (1917), на мусульманском востоке первым была Азербайджанская Демократическая Республика (1918). Одними из последних — Кувейт (2005), Объединённые Арабские Эмираты (2006) и Саудовская Аравия (2011).

### Права женщин в Советской России и СССР

Права женщин в Конституции СССР,1936

Октябрьская революция 1917 года революция положила начало глубоким и всеохватывающим переменам в положении женщин России. В декабре 1917 года ВЦИК и СНК приняли декреты о браке и разводе, которыми мужу и жене были предоставлены равные права. В январе 1918 года III Всероссийский съезд Советов утвердил Декларацию прав трудящегося и эксплуатируемого народа, которая предоставила женщинам равные политические права с мужчинами. В июле 1918 года первая советская конституция закрепила эти права и юридическое равенство мужчины и женщины. 1920-30-е годы стали временем массового вовлечения женщин в общественную деятельность.

Женщина-работница в капиталистическом обществе особенно забита, бесправна; её права во всех областях ниже даже тех нищенских прав, которые буржуазия предоставила рабочему-мужчине. Право выбора в парламенты существовало всего в двух-трех странах; в области наследования женщина всегда получала низшую долю; в области семейных отношений она всегда была подчинена мужу и оказывалась всегда виновата; словом, при буржуазной демократии всюду были такие порядки, которые сильно напоминали порядки дикарей, когда те выменивали, покупали, наказывали или выкрадывали жен, как какую-то вещь, куклу или рабочий скот. «Курица не птица, баба не человек» — так считается в рабском обществе. Такое положение крайне невыгодно пролетариату…
…До сих пор ещё даже среди рабочих на жен смотрят, как на «баб»; в деревне же часто смеются, когда «баба» тоже начинает заниматься общественными делами. В Советской республике женщина-труженица имеет право, наравне с мужчиной, выбирать во все советы и быть туда избранной, она может занимать должность любого комиссара, исполнять какую угодно работу в армии, в народном хозяйстве, в государственном управлении.
— Азбука коммунизма (1919), Н. И. Бухарин (с Е.А. Преображенским)
В 1920 году Советская Россия стала первой страной в мире, в которой узаконили аборты. Однако в 1936 году аборты (за исключением абортов по медицинским показателям) в СССР были запрещены и лишь в 1955 году их вновь разрешили.

## Современное положение
По данным на 2015 год, в 155 странах имелся хотя бы один закон, ограничивающий права женщин. В 19 государствах закон предписывает жёнам беспрекословное подчинение мужу. В 32 странах замужние женщины обязаны просить разрешения у мужей, чтобы получить паспорт для выезда за рубеж. В 22 странах замужние женщины, состоящие в браке с иностранцами, не имеют права решать, какое гражданство будет у их детей. Работать по найму без разрешения мужа замужние женщины не имеют права в 18 странах, в том числе в Кувейте, Мавритании, Камеруне, Иране, Иордании, ОАЭ, Йемене, Боливии. Во многих странах женщины не вправе работать на определённых должностях (что обычно мотивируется их защитой).
Нормы международного права относительно женских прав кодифицированы под эгидой ООН в таких документах, как Конвенция о политических правах женщины (с 1954 г.), Конвенция о гражданстве замужней женщины (с 1958 г.), Конвенция о ликвидации всех форм дискриминации в отношении женщин (с 1981 г.) и факультативный протокол к ней (с 2000 г.). В системе ОАГ действуют Конвенция о политических правах женщин (с 1954 г.), Конвенция о гражданских правах женщин и Конвенция о ликвидации насилия против женщин (с 1995 г.), в системе Афросоюза — «протокол Мапуту» о правах женщин (с 2005 г.) к Африканской хартии прав человека и народов. Среди конвенций МОТ равноправию полов посвящена конвенция № 100 (в силе с 1953 года). Многие другие договоры предусматривают запрет дискриминации по полу.

### Современное движение за права женщин в исламских странах

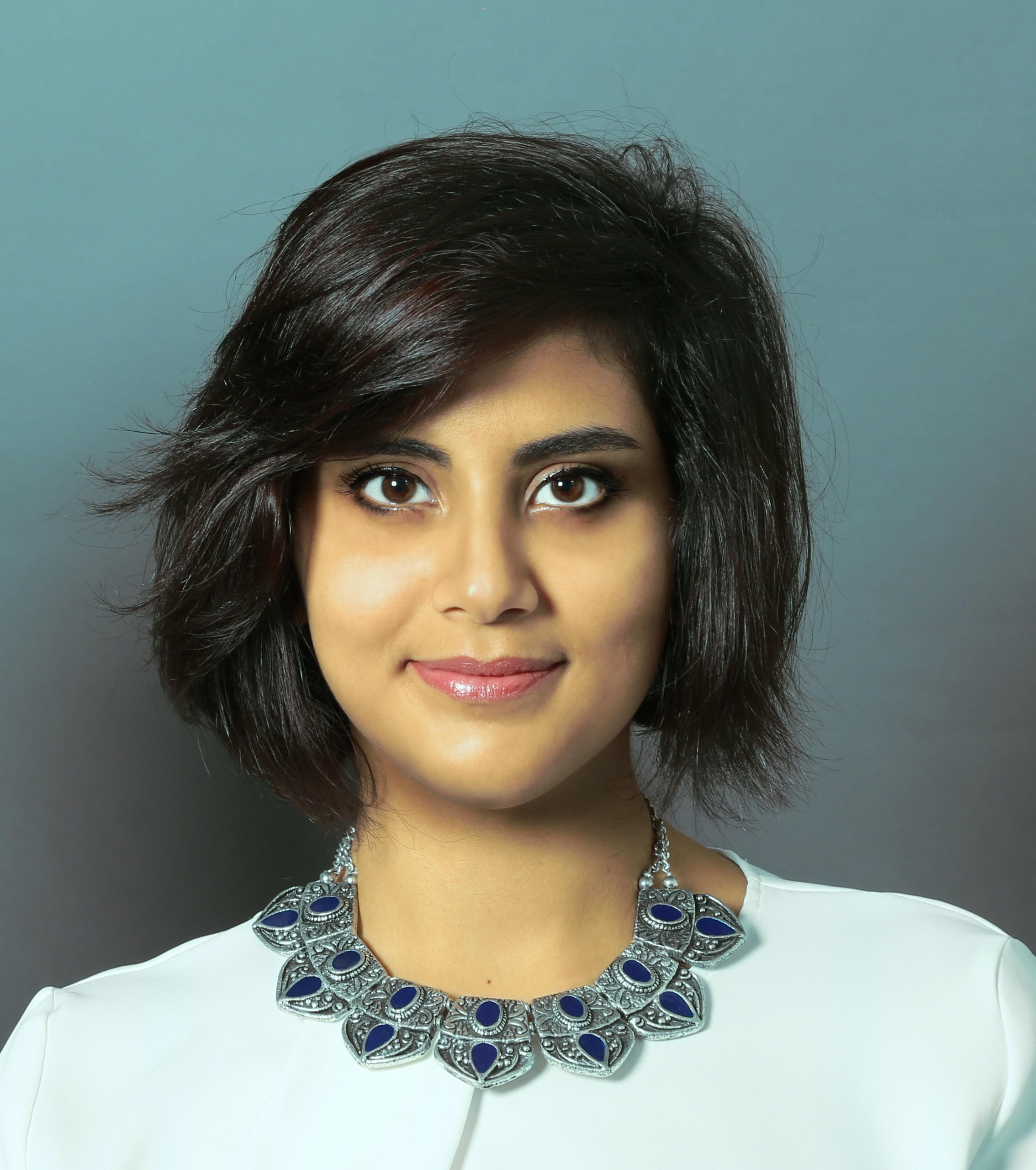
В мае 2018 года в Саудовской Аравии было арестовано 10 правозащитниц, среди которых Лоуджан Хатлуль (на фото)

До сих пор женщины обладают не всеми правами в странах с мусульманской правовой системой. Когда феминизм впервые появился в Европе и Америке, то большая часть исламского мира все ещё находилась под колониальным управлением, поэтому женщины-мусульманки ассоциировали феминизм с колониальными властями. Разрыв между идеологиями ислама и феминизма стал особенно заметен после исламской революции в Иране в 1979 году. Тогда, не имея возможности быть и феминистками, и мусульманками, некоторые иранки предпочли отказаться от ислама, многие из них эмигрировали из Ирана. Но есть и исламский феминизм — по мнению исламских феминисток, священные тексты Корана интерпретируются с позиции, выгодной патриархальным взглядам: к примеру, строгих рекомендаций об обязательности закрытой одежды, при которой мусульманки должны прятать лицо, в исламе нет; это же касается и оправдания домашнего насилия, вытекающего из идеи превосходства мужчины над женщиной. Исламские феминистки считают, что перед Богом все равны: и мужчины, и женщины.
В исламских странах существуют организации и движения, защищающие права женщин: например, малайзийская организация «Сёстры в исламе». В 2007 году саудовские активистки основали «Ассоциацию по охране и защите прав женщин в Саудовской Аравии». В 2006 году иранские активистки начали кампанию по сбору миллиона подписей под петицией за отмену дискриминационных законов в отношении женщин. В Иране в сентябре 2022 года смерть Махсы Амини привела к массовым протестам против притеснения женщин.